# Schweinswale
Die Schweinswale (Phocoenidae) sind eine Familie kleiner Zahnwale mit sieben Arten in drei Gattungen.  Sie sind mit den Delfinen verwandt, unterscheiden sich aber in einer Reihe anatomischer Merkmale. Besonders charakteristisch ist die Form des Kopfes und der Zähne. Am bekanntesten in Europa ist der Gewöhnliche Schweinswal (Phocoena phocoena) mit Vorkommen in Nord- und Ostsee.

## Anatomie
Mit Körperlängen von bis zu 2,5 m gehören diese Tiere zu den kleinen Walen, der  Kalifornische Schweinswal ist mit maximal 1,5 m einer der kleinsten. Die Tiere können zwischen 30 und 200 Kilogramm wiegen, abhängig von der Körpergröße. Schweinswale haben einen gedrungenen Körper mit rundem Kopf und stumpfer Schnauze ohne Schnabel. Die Kiefer enthalten bis zu 120 spatelförmige Zähne. Die Finne ist oft dreieckig und sitzt hinter der Rückenmitte, lediglich der Glattschweinswal hat keine Finne.

## Verbreitung
Die sieben Arten leben in allen Ozeanen, meistens in Küstennähe. Bevorzugt finden sie sich in den Meeren der Nordhalbkugel, nur zwei der sieben Arten leben in der südlichen Hemisphäre. Der Glattschweinswal kommt auch in einigen Flüssen, beispielsweise dem Jangtsekiang, vor.

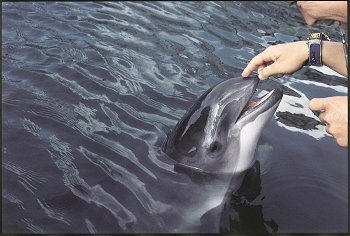
Gewöhnlicher Schweinswal (Phocoena phocoena)

In der Elbe werden seit 2013 vermehrt Schweinswale beobachtet, die teilweise Schulen mit bis zu sechs Tieren bilden.
Der Bestand in der Ostsee betrug 2013 laut Karsten Brensing noch ca. 300 Individuen. In der Flensburger Förde leben etwa 20 Schweinswale.
Der Schweinswal ist Deutschlands einzige Walart und vom Aussterben bedroht. Für die kleine Population ist dabei das Ertrinken in Fangnetzen die größte Gefahr. Viele Schweinswale in deutschen Gewässern verendeten aber auch infolge von Sprengungen von Munition aus dem Zweiten Weltkrieg.
Laut aktuellen Erhebungen hat sich die Bestandssituation des Schweinswals in der Ostsee weiter verschlechtert. Zwischen 2016 und 2022 ging die Zahl der Schweinswale in der westlichen Ostsee von schätzungsweise 42.000 auf etwa 14.000 Tiere zurück. Die kleinere Population in der inneren Ostsee, insbesondere in den Gewässern um Rügen und den Darß, gilt als stark gefährdet. Dort leben aktuellen Schätzungen zufolge nur noch zwischen 100 und 1.000 Individuen. Zu den Hauptursachen zählen neben Stellnetzen auch der Rückgang der Fischbestände, zunehmender Unterwasserlärm sowie Auswirkungen des Klimawandels. Letzterer beeinflusst beispielsweise die Laichzeiten der Heringe und wirkt sich dadurch auf das Nahrungsangebot für die Schweinswale aus.

## Verhalten
Schweinswale jagen hauptsächlich Fische, viele fressen auch Kopffüßer und Krebstiere. Sie leben meist in kleinen Gruppen von bis zu zehn Individuen, die sich bei einigen Arten aber zu Ansammlungen von hunderten Tieren zusammenschließen können. Untereinander kommunizieren sie mit verschiedenen Klick- und Pfeiftönen. Wie alle Zahnwale sind sie in der Lage, Ultraschall zur Echoortung einzusetzen. Schweinswale sind schnelle Schwimmer – der Weißflankenschweinswal soll mit 55 km/h zu den schnellsten Walen zählen. Ihre Sprünge an der Oberfläche sind dagegen wenig akrobatisch.

## Klassifikation
- Gattung Phocoena
  - Brillenschweinswal (Phocoena dioptrica)
  - Gewöhnlicher Schweinswal (Phocoena phocoena)
  - Kalifornischer Schweinswal (Phocoena sinus)
  - Burmeister-Schweinswal (Phocoena spinipinnis)
- Gattung Glattschweinswale (Neophocaena)
  - Östlicher Glattschweinswal (Neophocaena asiaeorientalis)
  - Glattschweinswal (Neophocaena phocaenoides)
- Gattung Phocoenoides
  - Weißflankenschweinswal (Phocoenoides dalli)

## Einfluss des Menschen
Nicht nur unerwartete Naturereignisse, wie z. B. ungünstige Witterungsverhältnisse wie Orkane, Sturmfluten oder rasche Eisbildung, können zu Katastrophen führen und damit den Populationsbestand von Schweinswalen beeinflussen. Meist sind es anthropogene Einflüsse, die langfristig auf die Populationen einwirken und diese mindern oder bis zu deren völliger Erschöpfung führen. Während natürliche Katastrophen zu einem kurzzeitigen Einbruch in den Bestandszahlen und anschließender Erholung führen, sind menschliche Einflüsse meist gekennzeichnet durch einen allmählichen Schwund. „Zwischen den Jahren 2000 und 2009 hat sich die Zahl der Totfunde von Schweinswalen an der deutschen Ostseeküste von 25 auf 152 Tiere etwa versechsfacht“.
Der Einfluss des Menschen ist vielfältig, und nicht nur die Ostsee ist betroffen. „Gefährdungen für den Bestand der Schweinswale in der Nordsee gehen von einer Vielzahl anthropogener Aktivitäten, von Veränderungen des marinen Ökosystems, Erkrankungen und zudem von Klimaänderungen aus“. Menschliche Tätigkeiten in vielen Bereichen, wie z. B. im Tourismus, in der Schifffahrt, in der Fischerei (Beifang), durch Waljagd, Wilderei und insbesondere über die Umweltverschmutzung führen zu mannigfaltigen Störungen der Populationen von Schweinswalen. Darüber hinaus verursachen seismische Erkundungen oder U-Boote weitere akustische Schädigungen. Dieser Lärm weist einen großen Stressfaktor für die Tiere auf. Treten einige oder auch eine Vielzahl dieser Faktoren gemeinsam auf, führt dies zu einer Gesamtbelastung, welche zu einem unaufhaltsamen Individuenschwund und einem Verlust der Biodiversität führt.

### Beifang
„Beifang ist der Teil des Fangs, der entweder zurückgeworfen oder nicht gemanagt wird“. Viele Schweinswale sterben auf diese Art der unerwünschten Fischerei. Die dünnen Kunststoffnetze der Fischerboote sind mit diagonalen Maschenweiten von 10–27 cm ausgestattet. Vor allem Schollen und Steinbutt werden mit diesen Netzen gefangen. Jedoch lassen sie auch zu, dass andere Fische und Säuger damit beigefangen werden. Da die Netze vor allem darauf ausgerichtet sind, möglichst viele Fische zu fangen, bieten sie wenig Schutz und Rücksicht auf die großen Meerestiere.
Die vielen gefangenen zappelnden Fische locken die Schweinswale durch das silbrige Aufblitzen der Schuppen an und wecken die Neugier der Meeressäuger. Dadurch geraten die Schweinswale unabsichtlich in die für sie nicht sichtbaren und akustisch nicht wahrnehmbaren Fischernetze. Dies führt dazu, dass sich die Meeressäugetiere in den Netzen verstricken, sich nicht befreien können und daraufhin ertrinken.

### Chemische Einflüsse
Chemische Einflüsse in den Meeren wirken sich vorwiegend auf die Endglieder der Nahrungskette, wie z. B. auf Fische, Vögel, Wale und Robben aus. Die Summation der Gifte führt zu einem Rückgang des Populationsbestandes der Schweinswale in der Nord- und Ostsee. Vor allem eine hohe toxische Konzentration des Quecksilbers im Gehirn, Leber und Fett des Tieres, in Verbindung mit einer schlechten Ernährungsweise und/oder Krankheiten, belasten die Meeressäuger sehr.
Durch die Globalisierung und erhöhte Zahl von Im- und Exporten gewinnt die Schifffahrt auf den Meeren eine immer bedeutendere Rolle. „Durch den Schiffsbetrieb entstehen erhebliche Mengen an ölhaltigen und anderen chemischen Rückständen“, die maßgeblich zur Verschmutzung der Nord- und Ostsee beitragen. Teerrückstände und Ölfilme können auch zu Hautnekrosen und Parasitenbefallen bei den Tieren führen. Emissionen aus dem Schiffsverkehr, wie Stickstoffdioxid (NO2), Schwefel (S), Feinstaub und Kohlenstoffdioxid (CO2), tragen zur Belastung des Ökosystems bei.
Das Pflanzenschutzmittel Dichlordiphenyltrichlorethan (DDT) sowie Polychlorierte Biphenyle (PCB) weisen in hohen Konzentrationen Reproduktionsstörungen bei jeglichen marinen Säugetieren auf. PCB mit einem Gehalt von über 70 mg/kg führt zu Sterilität. Weitere chemische Schadstoffe, wie chlorierte Kohlenwasserstoffverbindungen und Schwermetalle, führen zu Veränderungen der Morphologie in Hinsicht auf die Längenabnahme. Nachgewiesen wurde ein tödlicher Verlauf von PCB-Konzentrationen im Jahr 1980 an der mecklenburg-vorpommerschen Küste an einem Schweinswal, welcher 260 mg/kg PCB im Fett eingelagert hatte.